# Piața Timișoara 700

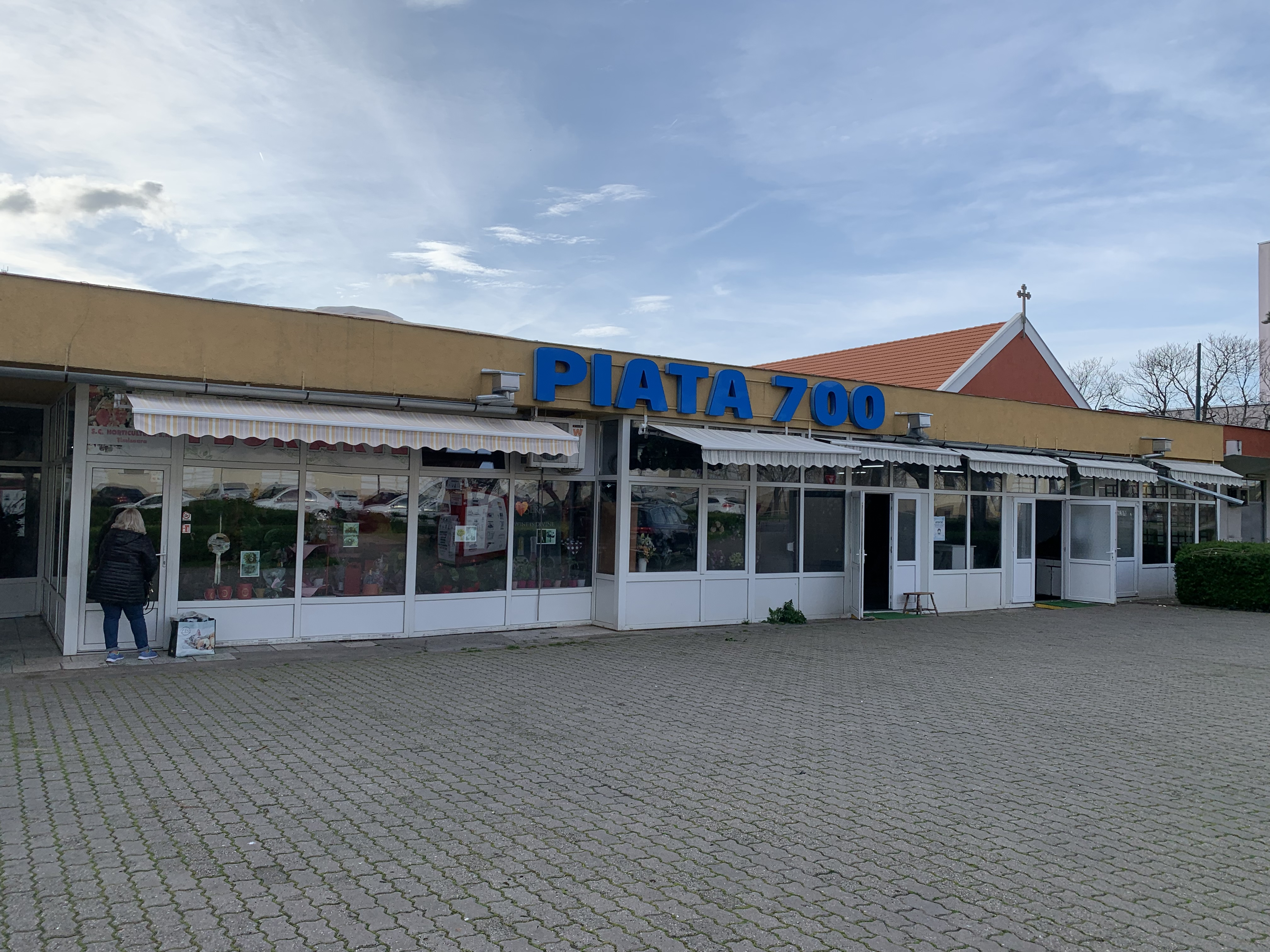
Der Marktplatz Timișoara 700, rechts die Militärkapelle

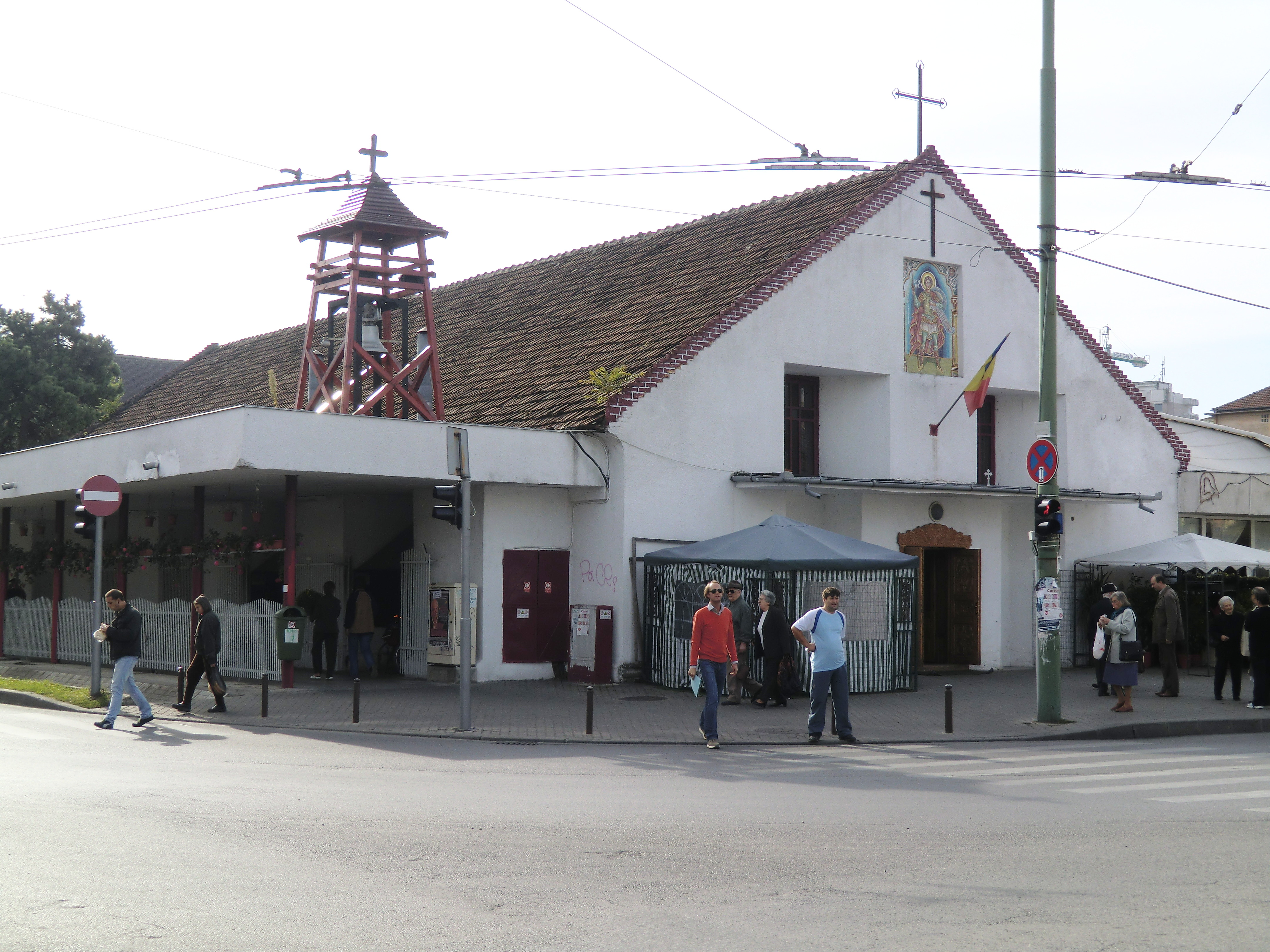
Militärkapelle an der Piața Timișoara 700

Die Piața Timișoara 700, umgangssprachlich Piața 700, ist ein Marktplatz an der Strada Gheorghe Dima, im I. Bezirk Cetate der rumänischen Stadt Timișoara. Der Platz erhielt seinen Namen 1966 anlässlich der 700-Jahr-Feier der ersten schriftlichen Beurkundung der Stadt im Jahr 1266.

## Beschreibung
Der Marktplatz umfasst einen Gemüse- und einen Blumenmarkt und ist von repräsentativen Gebäuden umgeben. Auf dem Platz befindet sich in einem restaurierten Eckbau der historischen Festung die 1801 erstmals urkundlich erwähnte Militärkapelle, die 2000 nach dem Schutzheiligen Dumitru wiedergeweiht wurde. In einer weiteren restaurierten Kasematte der Festung wurde ein Raum für kulturelle Veranstaltungen eingerichtet. 
Im Norden grenzen moderne Gebäude an den Platz, darunter das erste Rechenzentrum der Stadt (1970), der Sitz des städtischen Wasserversorgungsbetriebs Aquatim (2000) und das Gebäude des Amtes für Bodenverbesserung (1981).
Im Osten des Platzes wurde 1994 das Adam-Müller-Guttenbrunn-Haus eröffnet. 
An der Südseite befindet sich das Gebäude des Militärkrankenhauses (1754), wo 1843 zum ersten Mal in Rumänien eine Operation unter Anästhesie durchgeführt wurde. Ebenfalls hier befindet sich das alte bürgerliche Stadtkrankenhaus (1744), das heute die Klinik für Onkologie und Dermatologie beherbergt.
Die Westseite des Platzes grenzt an die Augenklinik, die sich in dem früheren Konvent der Franziskaner befindet. die 1737 aus Belgrad nach Temeswar kamen. Vor der Augenklinik wurde nach 1990 auf einer kleinen Grünfläche eine Bronzestatue Zielscheibe Mensch zum Gedenken an die Opfer der Revolution von 1989 mit Blick zur Piața Timișoara 700 errichtet. Neben der Augenklinik befindet sich die Kirche der Barmherzigen Brüder (1748–1753), die nach 1900 von der römisch-katholischen Kirche der griechisch-katholischen Gemeinde übertragen wurde.

## Projekt Piața 700
Das Projekt der Stadtverwaltung Piața 700: Poarta catre centru (deutsch: Piața 700: Tor zum Zentrum) sieht einen zweistöckigen Glasbau für den Marktbetrieb, ein unterirdisches Parkhaus mit 700 Parkplätzen sowie eine großzügig angelegte Fußgängerzone vor. Das Projekt wurde 2008 von Bürgermeister Gheorghe Ciuhandu im Atelier für Stadtentwicklung an der Strada Alba Iulia Nr. 1 vorgestellt.